# Ennomos zandi
Ennomos zandi là một loài bướm đêm trong họ Geometridae.